# Keratella testudo
Keratella testudo är en hjuldjursart som först beskrevs av Ehrenberg 1832.  Keratella testudo ingår i släktet Keratella och familjen Brachionidae. Inga underarter finns listade i Catalogue of Life.